# Izuhalvön

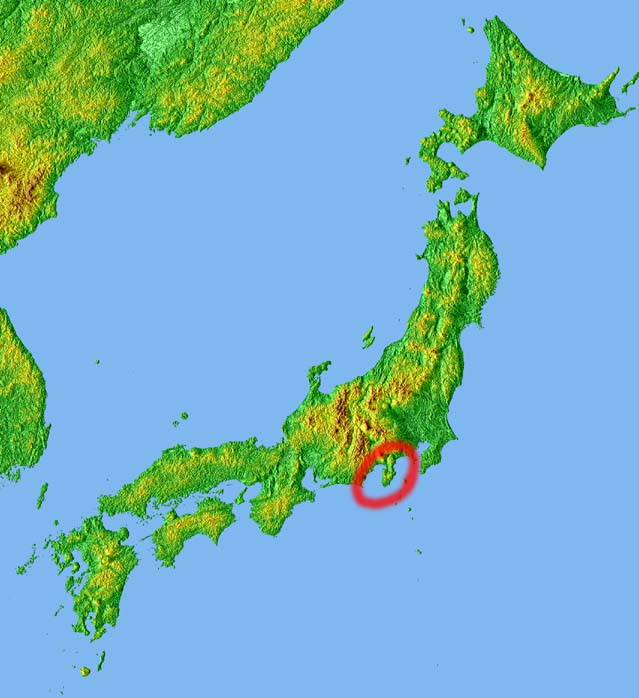
lägeskarta

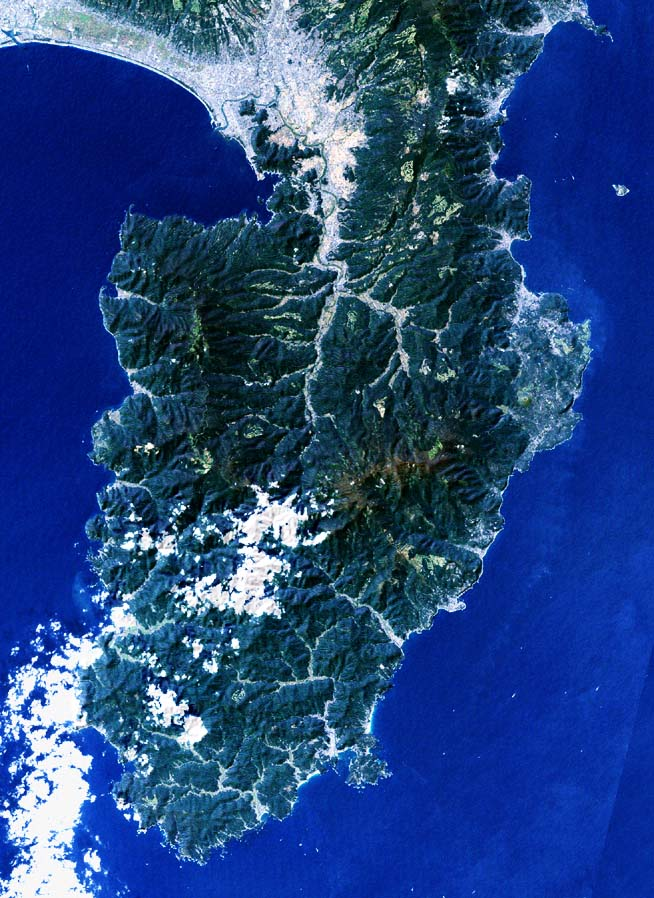
Izuhalvön

Izuhalvön (japanska  (伊豆半島?) Izu-hantō) är en halvö som ligger i Japan.

## Geografi
Izuhalvön ligger på ön Honshu ca 100 km sydväst om Tokyo.
Halvön har en area på ca 1 421 km² och är mycket bergig med en kust med många vikar. Den högsta höjden är Banjiroga-take på ca 1405 m ö.h. (1). Området är en del av Fuji-Hakone-Izu nationalpark och är ett populärt turistområde tack vare den fina naturen och de många onsen (heta källor). Området är också bland de största producenterna av wasabi.
Området är lätt tillgängligt då man kan nå den med Tokaido Shinkansen, vanliga tåg och via motorvägen Tōmei Expressway. Förvaltningsmässigt tillhör området Shizuoka prefektur. Större städer är Atami, Mishima, Numazu, Ito, Izu och Shimoda.
Halvön är den enda landmassan i Fastlandsjapan som ligger på Filippinska kontinentalplattan medan övriga Japan vilar på Nordamerikanska kontinentalplattan och Eurasiska kontinentalplattan.

## Historia
I februari 1854 anlände amerikanske sjöofficeren Matthew C. Perry med sin flotta "Black Ships" till Shimoda. Perry genomdrev avslutandet av Kanagawa Jōyaku (Traktatet i Kanagawa) som undertecknades den 31 mars 1854 mellan Japan och Förenta staterna. Avtalet betecknar det Japanska rikets öppnande för västerländskt inflytande och slutet på den självpåtagna isoleringen från övriga världen.
Den 1 februari 1936 grundades Fuji-Hakone-Izu nationalpark där Izuhalvön numera ingår.